# Ländchen (Havelland)

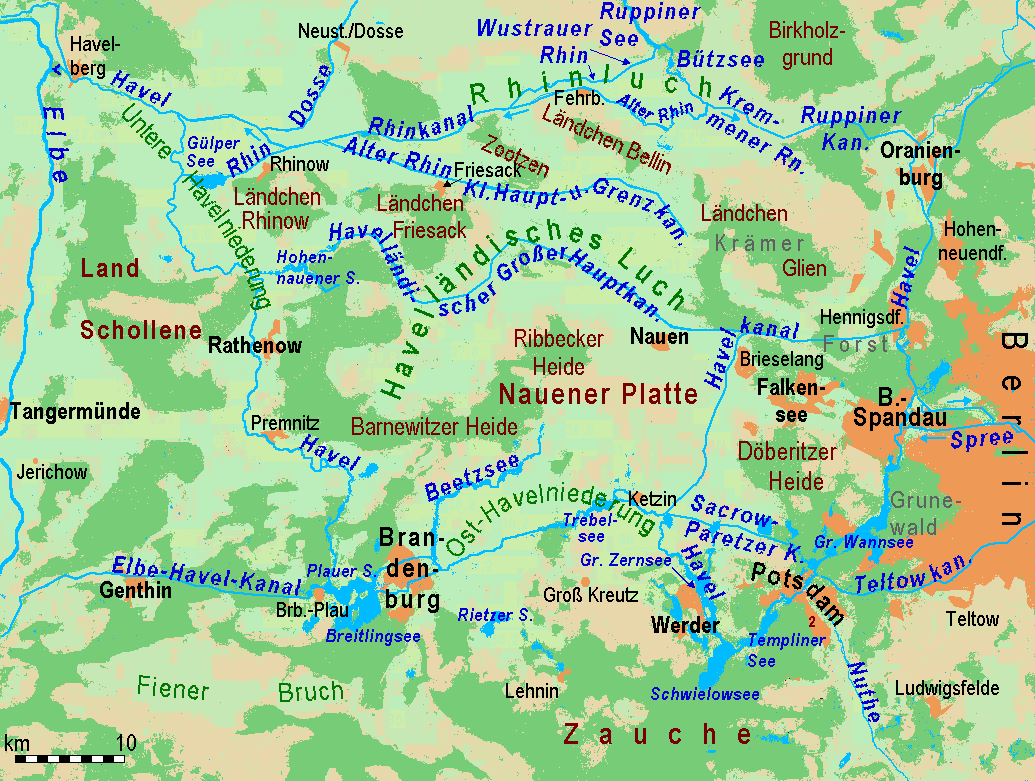
Ländchen und Luche des Havellands; Höhenschichten nur für offenes Gelände; Hügel und Platten rotbraun, Niederungen grün beschriftet

Ländchen heißen mehrere eiszeitliche Hochgebiete im Havelland, die sich bis zu mehr als 70 Höhenmeter über die ebenen Urstromtalungen des Havelländischen Luchs und des Rhinluchs erheben. Die Unterschiede werden durch die unterschiedliche Landnutzung noch verstärkt. Ausgedehnten Wiesen in den Niederungen stehen Acker und Waldbestand auf den Hügeln gegenüber. Geologisch sind es weitgehend geschlossene Grundmoränenbildungen der Saaleeiszeit und der letzten Eiszeit, die zum Teil von flachwelligen Endmoränenbildungen überlagert werden.

## Lage und Landschaftsteile
Das Havelland umgrenzen im Norden der Rhin und auf den übrigen drei Seiten der namensgebende Fluss. Innerhalb dieser Umrandung liegen:
| Name                                | Orientierung                                 | Untergliederung              | Bild |
| ----------------------------------- | -------------------------------------------- | ---------------------------- | --- |
| Ländchen Bellin                     | bei Fehrbellin                               | Osthavelländisches Ländchen  | Flugplatz Ruppiner Land                                                                                 |
| Ländchen Friesack                   | bei Friesack                                 | Westhavelländisches Ländchen | Ländchen Friesack bei Görne                                                                             |
| Ländchen Glien                      | um Schönwalde-Glien, nordwestlich von Berlin | Osthavelländisches Ländchen  | Glien im Herbst                                                                                         |
| Ländchen Nennhausen oder Nusswinkel | bei Nennhausen, östlich von Rathenow         | Westhavelländisches Ländchen | Bild gesucht                                                                                            |
| Ländchen Rhinow                     | bei Rhinow, nördlich von Rathenow            | Westhavelländisches Ländchen | Vom Gollenberg startete Otto Lilienthal ab 1894 seine Segelflugzeug-Probeflüge, Flughafen Stölln-Rhinow |
| Zootzen                             | nordöstlich von Friesack                     | Osthavelländisches Ländchen  | Bild gesucht                                                                                            |

Dazu kommen Klein- und Kleinstinseln, die nur ein Dorf (z. B. Liepe) oder einzelne Häuser tragen. Die Nauener Platte zählt aufgrund ihrer Größe nicht zu den Ländchen, das schließt ihre Teillandschaften ein. Das Land Schollene ist geologisch eng verbunden. Durch seine Lage jenseits des Flusses gehört es geografisch nicht mehr zum Havelland, der östliche Teil verwaltungsmäßig aber zum Landkreis Havelland.